# Ђерђ де Хевеш
Ђерђ де Хевеш (Будимпешта, 1. август 1885 — Фрајбург, 5. јул 1966) био је мађарски радиохемичар, добитник Нобелове награде за хемију 1943. године. Награду је стекао за свој рад у области примене изотопа као показивача у проучавању хемијских процеса у метаболизму животиња. Познат је и по томе што је 1923. године заједно са Дирком Костером открио хафнијум.

## Живот и каријера
Ђерђ де Хевеш рођен је у Будимпешти 1. августа 1885. од оца Луја де Хевеша, судског саветник и мајке Еугеније, дјевојачко презиме бароница Шосбергер. Након матурирања у гимназији Пијаристичког реда 1903. студирао је на Универзитету у Будимпешти, Техничком универзитету у Берлину и Универзитету у Фрајбургу (где је докторирао).
Од 1908. године радио је, две године, у Брајсаху као асистент на Институту за физичку хемију. Потом је на Техничком универзитету у Швајцарској радио је са професором Фрицом Хабером. Он му је омогућио да присуствује већем делу истраживања Хабера и Росињола на синтези амонијака.
Ђерђ де Хевеш потом 1910. борави у Енглеској где студира у класи професора Ернеста Радерфорда у Манчестеру. Међутим 1913. године прекинуо је студије, и заједно са Фредериком Панетовим започео је прва истраживања радиоактивних обеклеживача на Бечком института за истраживања радијума.
За време Великог рата 1915. мобилисан је у аустоугарску војску. Након завршетка рата 6 месеци присуствовао је настави на Универзитету у Будимпешти. У пролеће 1919. напустио је Будимпешту и отпутовао у Копенхаген како би разговарао о својим будућим активностима у Институту Нилс Бор (који је те године био у оснивању). Године 1920. настанио се у Копенхагену.
Шест година касније Ђерђ де Хевеш се поново вратио у Фрајбург, где је радио као професор за физичку хемију, да би 1930. био именован за предавача на Универзитету Корнел, Итака. Четири године касније поново је почео да ради у Данској, на Институту Нилс Бор (који је укинут у 1952).
Други светски рат Ђерђа де Хевеша затекао је у Данској где је радио у Институту Нилса Бора. Када су Немци окупирали Данску, дао је да се Нобелове награде Макса фон Лауеа и Џејмса Франка претопе, како би спречио да падну нацистима у руке. Под притиском нациста, због свог јеврејског порекла, побегао је 1943. у Шведску где је радио као сарадник у Института за истраживања у органској хемији. Исте године добио је Нобелову награду за хемију.
Године 1949. изабран је за професора на Универзитету у Генту, али је све време, до одласка у пензију, остао активан научни сарадник на Универзитету у Стокхолму.
Професор Ђерђ де Хевеш био је у браку са Пијом Рис, од 1924, и са њом је имао једног сина и три ћерке.
Преминуо је у 80 години живота 5. јула 1966. године у Фрајбургу, где је и сахрањен.

## Дело
Рана истраживања Ђерђа де Хевеша, у Радерфордовој лабораторија у Манчестеру, била су у области хемијског понашања растопљених соли и њиховој практичној примени у радиолошкој хемији. Рад у овој лабораторији, де Хевеш је касније наставио у Бечу и Будимпешти, углавном у области употребе радијума и његових изотопа.
У Копенхагену, де Хевеш се прво бавио сепарацијом изотопа и 1923. године, заједно са Костером, открио је елемент хафнијум.
Пионирског рада Ђерђа де Хевеша био је пре свега у области употреби изотопа као трасера (маркера) у неорганским и биолошким наукама а касније, у Фрајбургу, и у првој клиничкој употреби изотопа.
Први биолошки експерименти са природним радионуклидом ThB (212Pb) Ђерђ де Хевеш обавио је 1920. године током боравка у институту Нилса Бора у Копенхагену. У њему је он додавао радиоактивно олово у раствор у којем је гајен боб. Електроскопом је пратио расподелу радиоактивности у појединим деловима биљке чиме је откривен нови начин праћења метаболизма.
Касније је осим тешког и токсичног олова, Ђерђ де Хевеш користио и друге природне радионуклиди (210Bi, 226Ra). Када је Е. Ферми, након открића неутрона 1932. године, направио први неутронски извор, Ђерђ де Хевеш је за своја испитивања користио 32P који настаје (D, n) реакцијом на лаким елементима као што је берилијум. Тако је у Копенхаген, де Хевеш приказао и формирање нових вештачки радиоактивних изотопа и увео методу анализе активности које настају након неутронског бомбардовања елемента који се истражују.
Методу која је требало да замени анализу Х-зрацима, са анализом флуоресцентним Х-зрацима, де Хевеш је увео током свог боравка у Фрајбургу 1934. године. Тада је у бројним истраживањима у области биљне и животињске физиологије, користио означене атоме. Ова истраживања свесрдно су подржана великодушним донација од стране Карлсберг фондације, Рокфелер фондације и других.
Рад Ђерђа де Хевеша у Шведској заснивао се и на истраживањима утицаја Х-зрака на формирање нуклеинске киселине у тумору и у нормалним органима, и транспорту гвожђа у здравом и од канцера оболелом организму. Ова истраживања била су подржана од стране Шведског савета за државна истраживања и Валенберг Фондације.

## Награде и признања
Професор де Хевеш аутор је неколико значајних књига из области радијационе хемије, и бројних објављених студија из исте области за која су му додељена пројна признања и награда.

### Награде
- 1929. — Награда Cannizaro Prize (Academy of Sciences, Rome)
- 1949. — Copley Medallist (Royal Society, London)
- 1950. — Фарадејева медаља
- 1951. — Бејлијева медаља
- 1955. — Медаља Silvanus Thompson
- 1959. — Ford Foundation's Atoms for Peace Award Medal
- 1961. — Нилс Борова медаља и Розенбергер медаља Универзитета у Чикагу.

### Признања
- Почасни професор и доктор филозофије, на факултетима у Уппсали, Фрајбург и Копенхагену
- Почасни доктор наука у Генту, Лијежу, Лондону и Кејптауну
- Почасни доктор медицине у Сао Паулу, Рио де Жанеиру, Торину, и Фрајбургу.
- Члан Краљевског друштва (Лондон), Шведске академије наука, Гетербуршке академија, и једанаест других научних академије.
- Почасни сарадник Удружења хемичара (Лондон), Краљевских институција (Лондон), Британског института за радиологију, Финског хемијског друштва, Немачког Бунзена друштво, Немачког физиолошког друштва, Хемијског друштва Јапана, и Америчког друштва за нуклеарну медицину.